# Harry Fragson

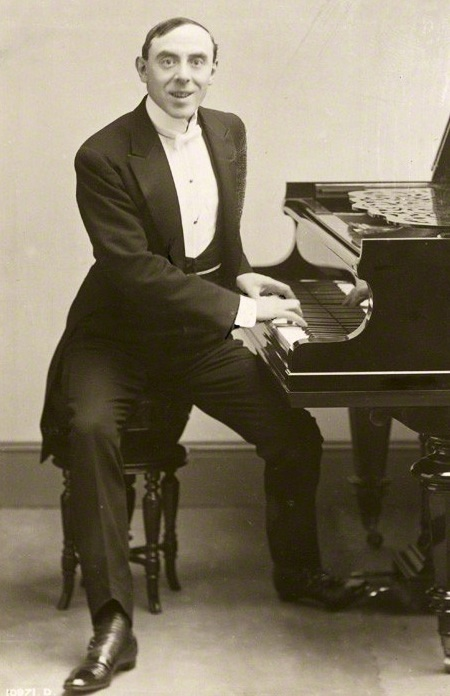
Harry Fragson

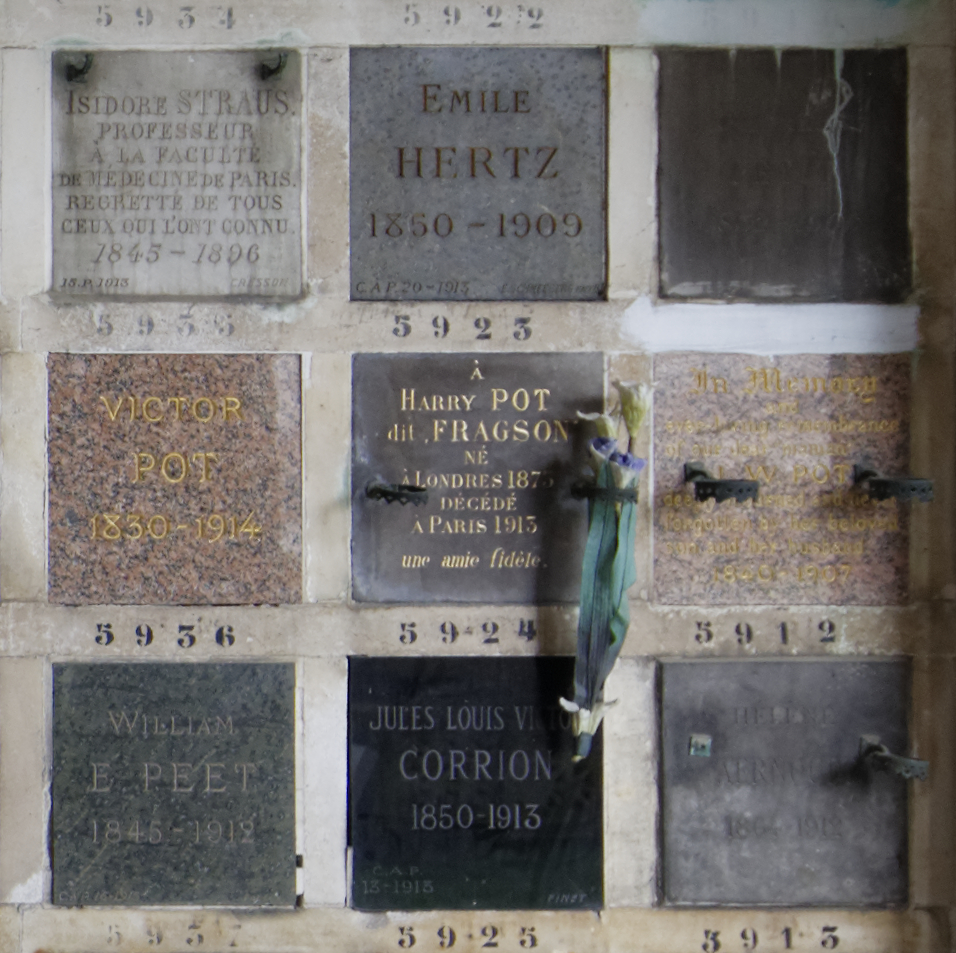
Kolumbarium du Père-Lachaise (Stelle 5924).

Harry Fragson (* 2. Juli 1869 in London als Victor Léon Philippe Pot; † 30. Dezember 1913 in Paris) war ein in Frankreich und England gleichermaßen erfolgreicher Sänger, Komödiant und Autor verschiedener Lieder. Er trat in den Café-concerts und Music Halls in Paris und London auf. Er wurde 44-jährig von seinem senilen Vater erschossen.

## Biographie
Harry Fragson galt neben Félix Mayol, Dranem und Polin als einer der berühmtesten Singer-Songwriter der  Jahrhundertwende. Er behauptete gerne, dass seine Eltern Franzosen seien. Die Veröffentlichung eines Auszugs seiner Geburtsurkunde im Jahr 2004 brachte aber Klarheit in seine Biografie: Er wurde 1869 in Soho (London) als Kind eines belgischstämmigen Vaters, dem Hotelier Victor Pot („Vince“), und der belgischen Köchin Leontine Winand geboren. Er  wuchs zweisprachig auf.
Er studierte Handelswesen in Antwerpen und spielte in seiner Freizeit seinen Freunden aktuelle Schlager auf dem Klavier vor.  Als er in den Prüfungen der Hochschule scheitert versucht er sein künstlerisches Glück in Paris. Er sprach bei einem Cafè-Theater vor, welche die jährliche Tanzveranstaltung Bal des Quat'z'Arts (Ball der vier Künste) veranstaltet und wurde als musikalischer Begleiter engagiert.
Zunächst wählte er als Künstlername Harry Frogson. Vom Direktor des Theaters, welcher die englische Sprache ebenfalls beherrschte, lächelnd darauf aufmerksam gemacht, dass dies doch wörtlich „Sohn eines Frosches“ hieße, änderte er den ersten Vokal ab.
So begann seine erfolgreiche Karriere in den Music Halls  in Frankreich und England. Er fiel mit einer zu dieser Zeit neuartigen Darbietung auf, indem er sich selbst am Klavier mit einem reichhaltigen Repertoire an Liedern zwischen Komik und Romantik begleitete.
Seien erfolgreichsten Lieder sind La Boiteuse, Reviens, veux-tu, Les Amis de Monsieur, Je connais une blonde und Si tu veux Marguerite.

## Tod
Fragson holte seinen senilen Vater von London nach Paris um sich um ihn zu kümmern. Das Verhältnis war, nach Beobachtung aller, sehr harmonisch. Eines Tages kam Fragson nach einem Essen in seine Wohnung in der Rue Lafayette 56 zurück, wo auch sein 83-jähriger Vater lebte. Er fand die Türe verriegelt vor und begehrte Einlass, der ihm kurz darauf gewährt wurde. Es sah so aus, dass sein Vater  Selbstmord begehen wollte, weil er sich zunehmend vernachlässigt fühlte.  Zudem Fragson einige Monate zuvor eine junge Frau näher kennenlernte, mit welcher er viel Zeit verbrachte.  In dem folgenden Streit schoss der alte Mann eine Kugel in den Kopf seines Sohnes. Dem kurz darauf eintretenden Zimmermädchen sagte er: „Ich habe ihn erschossen. Weil er ein Verbrecher ist.“. Bei der Polizei sagte er jedoch, es sei ein Versehen gewesen beim Versuch sich umzubringen (sein Sohn wollte ihn abhalten). Fragson starb kurz vor Erreichen des Krankenhauses Lariboisière. Er wurde nur 44 Jahre alt. Die Beerdigungszeremonie in und vor der Kirche Notre-Dame-de-Lorette war pompös und wurde durch sehr viele Menschen und prominente Künstlerkollegen begleitet. Auch Filmaufnahmen wurden gemacht. Sein Vater starb sechs Wochen später in einer Irrenanstalt.
Nach seinem Tod erhoben sein Halbbruder und dessen Familie Anspruch auf das Erbe, aber wegen des langen Verfahrens fiel das gesamte Erbe am Ende dem französischen Staat zu. Fragson besaß mehrere Luxusresidenzen, Gegenstände von hohem Wert, die Urheberrechte an seinen Liedern und er war einer der größten Aktionäre des Panama-Kanals. Sein Vermögen belief sich auf 80.000 £ zusätzlich die Auszahlung seiner Lebensversicherung (eigentlich zugunsten seines Vaters) von 20.000 £ (heutiger Kaufkraft entspräche beides zusammen in etwa 12,5 Millionen Euro)

## Werke
- Je connais une blonde (angelehnt an There's a Girl in Havana von Irving Berlin)
- Les Blondes
- La Mouyette (angelehnt an La Matchiche von Félix Mayol)
- Le Thé Tango
- Les Jaloux
- Reviens, veux-tu
- Tendresse d'amant

## Diskographie
- Compilation 1903-1912, Collection Chansophone, 1994

Die Sängerin Barbara huldigte Fragson 1981 in ihrem Album Seule.
Filmausschnitt aus Entente cordiale

## Filmographie
- Im Jahr 1904 drehte er mit Georges Melies den Film „Le Raid Paris–Monte-Carlo en automobile“.

- Im Jahr 1912 drehte er und Max Linder in dem Kurzfilm Entente cordiale die Geschichte von zwei Freunden, die um die Gunst einer Frau (Jane Renouart) rivalisieren. Er wurde am 22. November 1912 uraufgeführt.

## Bibliographie
- Andrew Lamb und Julian Myerscough, Fragson, the Triumphs and the Tragedy, Fullers Wood Press, 2004, ISBN 978-0-9524149-4-0